# 葉夫根尼·馬爾丘克
葉夫根尼·基里洛维奇·馬爾丘克（羅馬化：Yevhen Kyrylovych Marchuk；1941年1月28日—2021年8月5日），乌克兰政治人物、情报官员和将军，曾任第四任乌克兰总理。在他的职业生涯中，马尔丘克曾在乌克兰国家机器内担任过各种职务，其中包括乌克兰国家安全与国防事务委员会秘书、烏克蘭國家安全局局长、乌克兰人民代表（乌克兰最高拉达議員）和烏克蘭國防部国防部长。